# Valsalabroso
Valsalabroso – gmina w Hiszpanii, w prowincji Salamanka, w Kastylii i León, o powierzchni 27,38 km². W 2011 roku gmina liczyła 160 mieszkańców.